# Kolbertyzm
Kolbertyzm (albo Colbertynizm) – system gospodarczy nazwany tak od nazwiska twórcy – Jean-Baptiste Colberta, kontrolera generalnego finansów Francji. Polityk ten stał się prawdziwą podporą absolutnych rządów Ludwika XIV.
Colbert zreorganizował francuski system gospodarczy. Wychodząc z założeń merkantylizmu i protekcjonizmu dążył do zgromadzenia przez Francję jak największych zasobów kruszców. Popierał rozwój manufaktur (np. koronek w Alençon) i zwiększył obroty handlowe Francji. Colbert stworzył też flotę handlową. W efekcie francuski eksport miał przewagę nad importem.